# Hilaira banini
Hilaira banini är en spindelart som beskrevs av Yuri M. Marusik och Andrei V. Tanasevitch 2003. Hilaira banini ingår i släktet Hilaira och familjen täckvävarspindlar.
Artens utbredningsområde är Mongoliet. Inga underarter finns listade i Catalogue of Life.